# حمدانیه (استان مدیه)
حمدانیه (به عربی: الحمدانیة) یک شهرداری در الجزایر است که در استان مدیه واقع شده‌است. حمدانیه ۱٬۵۲۴ نفر جمعیت دارد.